# Камарон де ла Ісла
Камарон де ла Ісла або просто Камарон (ісп. Camarón de la Isla, справжнє ім'я Хосе Монжа Крус (ісп. José Monje Cruz); нар. 5 грудня 1950, Сан-Фернандо, провінція Кадіс, Іспанія — пом. 2 липня 1992, Бадалона, Іспанія) — іспанський кантаор, співак фламенко циганського походження. Вважається одним з найвидатніших виконавців фламенко всіх часів і, ймовірно, першим виконавцем в своєму жанрі з таким зоряним статусом.

## Біографія

### Ранні роки
Хосе Монжа Крус народився 5 грудня 1950 року у великій циганської сім'ї, де крім нього було ще семеро дітей. Його мати плела кошики, а батько працював ковалем. У будинку завжди співали і танцювали, що суттєво вплинуло на вибір професії "Камарона. Прізвисько Camarón («Креветка» іспанською) він отримав від свого дядька за білизну шкіри і волосся, яка зазвичай не властива циганам. У 8-річному віці Камарон почав співати на автобусних зупинках, щоб заробити грошей. У 16-річному віці він отримав свою першу премію на фестивалі Cante Jondo в Севільї і незабаром поїхав до Мадрида.

### Музична кар'єра
У Мадриді Камарон виступав у таблао (кафе фламенко) Torres Bermejas, де познайомився з гітаристом Пако Де Лусією. Результатом цього знайомства стала не тільки багаторічна плідна співпраця, але і міцна дружба. Їх перший диск називався El Camarón de la Isla con la colaboración especial de Paco de Lucía («Камарон де ла Ісла за участю Пако де Лусії»). Ця запис обернувся для обох справжнім успіхом і ознаменував собою перші зміни в музиці фламенко. З 1969 по 1977 роки Камарон і Пако Де Лусія записали дев'ять альбомів. В цей період вони гастролювали разом, але пізніше не виступали разом. Утім, спільно записуватися вони не припинили.. Місце Пако Де Лусії зайняв молодий талановитий гітарист Томатіто. З ним Камарон співпрацював аж до своєї смерті.
У 1976 році 26-річний Камарон одружився з Долорес Монтойя на прізвисько La Chispa («Іскра»). Ромка з Ла-Лінеа-де-ла-Консепсьона була на 10 років молодшою. У сім'ї народилося четверо дітей. 

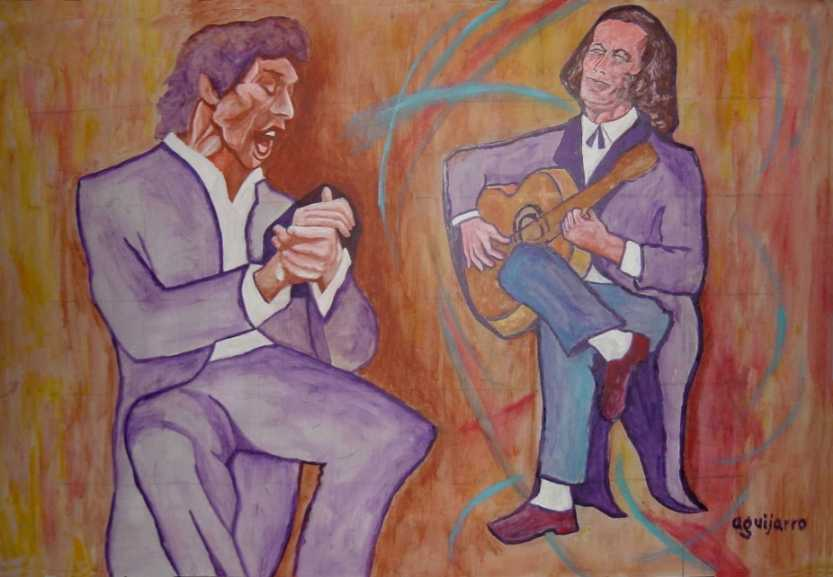
Камарон де ла Ісла та Пако де Лусія

### Легенда часу
У 1979 році Камарон де ла Ісла записав, напевно, один із найважливіших альбомів у своїй кар'єрі. La leyenda del tiempo («Легенда часу») став справжньою революцією в музиці фламенко. Він був присвячений пам'яті Федеріко Гарсія Лорки і включав в себе кілька композицій на вірші великого поета. Цей альбом наблизив стиль Камарона до джазу і року. Під час запису використовували інструменти, раніше не присутні на записах інших виконавців фламенко: бас-гітара, флейта, електрогітара, цитра тощо. Зрозуміло, цей і наступні альбоми виконавця піддавалися чималій критиці прихильниками традиційної манери виконання, однак, Камарон став одним з піонерів стилю «нове фламенко».
У 1989 році Камарон записав альбом Soy Gitano («Я — циган») з Королівським філармонічним оркестром і знову довів всю силу і можливості свого голосу. В Іспанії цей диск розійшовся тиражем в 50 тисяч копій і став золотим. 25 січня 1992 року в Мадриді він провів свій останній концерт.

### Смерть
В останні роки співакові був діагностований рак легенів. 2 липня 1992 року Камарон де ла Ісла помер у Бадалоні на 42-му році життя. Його похорон у Сан-Фернандо відвідало близько 100 тисяч чоловік.
5 грудня 2000 року міністерство культури Андалусії посмертно нагородило Камарона «Золотим ключем фламенко» (ісп. Llave de Oro del Cante). Співак став лише четвертим лауреатом цієї премії з 1862 року.

## Дискографія
- Al verte las flores lloran (1969)
- Cada vez que nos miramos (1970)
- Son tus ojos dos estrellas (1971)
- Canastera (1972)
- Caminito de Totana (1973)
- Soy caminante (1974)
- Arte y majestad (1975)
- Rosa María (1976)
- Castillo de arena (1977)
- La leyenda del tiempo (1979)
- Como el agua (1981)
- Calle Real (1983)
- Viviré (1984)
- Te lo dice Camarón (1986)
- Flamenco vivo (1987)
- Soy gitano (1989)
- Potro de rabia y miel (1992)

### Перевидання і посмертні альбоми
- Disco De Oro (1988)
- Autorretrato (1990)
- Una Leyenda Flamenca (1992)
- Camarón Nuestro (1994)
- Nochebuena Gitana (1994)
- Antología (1996)
- París 1987 (1999)
- Rarezas (1999)
- Legends Of Flamenco (1951—1992) (1999)
- Antología Inédita (2000)
- Camaron Por Descubrir 20 Cd's (2000)
- Alma Y Corazón Flamencos (2004)
- Venta De Vargas (2005)
- Camarón La Película (Banda Sonora Original) (2005)
- Reencuentro (2008)
- La Chispa De Camarón (2009)
- Camarón guitar tab con voz (2009)

## Цікаві факти
- У свій час Камарона називали Міком Джаггером з Кадіса, можливо через його зовнішність і тембр голосу.
- На альбомі Пако Де Лусії 1998 року Luzia є пісня-посвята Camarón, де гітарист вперше у своїй кар'єрі виконав вокальну партію.
- У 2005 році іспанський режисер Хайме Чаваррі зняв біографічний фільм «Камарон» (ісп. Camarón). Головну роль в картині виконав Оскар Хаенада.
- У 2018 році на Netflix вийшов документальний фільм "Камарон: Фламенко і революція" (Камарон: Фільм) від іспанського режисера Алексіса Моранте. В інтерв'ю режисер сказав, що однією з його цілей фільму було "пояснити, як постав міф" Камарон де ла Ісла[12].